# Uncensored (film, 1942)
Pour plus de détails, voir Fiche technique et Distribution.
Uncensored est un film britannique réalisé par Anthony Asquith, sorti en 1942.

## Synopsis
Avant l'occupation allemande en Belgique, André Delange, propriétaire d'un nightclub à Bruxelles, publiait le journal anti-Nazi La Libre Belgique, qui était distribué clandestinement. Lorsque les Allemands envahissent le pays, ses collègues de la résistance lui suggèrent de faire renaître ce journal. Il accepte et, grâce à l'aide de sa secrétaire Julie Lanvin et de quelques autres, La Libre Belgique recommence à circuler. Lorsque les Allemands apprennent son existence, ils offrent une récompense à qui les aidera à identifier le responsable de cette publication.
Charles Neels, un partenaire en affaires de Delange et surtout un homme jaloux de la relation entre André et Julie, les trahit en donnant l'adresse de l'imprimerie. Les locaux sont perquisitionnés et ceux qui y travaillaient sont arrêtés, sauf Delange et Julie qui arrivent à s'enfuir. Les Allemands annoncent fièrement la fin du journal et l'arrestation de ses journalistes, mais pendant ce temps Delange et Julie arrivent à faire imprimer un nouveau numéro, ce qui pousse les Allemands à croire que leur informateur leur avait menti. Ils relâchent ceux qu'ils avaient arrêtés et continuent à chercher ceux qu'ils croient être les vrais coupables. Cependant, Delange réunit ses hommes et ils reprennent leur travail pour publier un nouveau numéro.

## Fiche technique
- Titre original : Uncensored
- Réalisation : Anthony Asquith
- Scénario : Rodney Ackland (en), Terence Rattigan, d'après le roman d'Oscar Millard
- Direction artistique : Alex Vetchinsky
- Photographie : Arthur Crabtree
- Son : B.C. Sewell
- Montage : R.E. Dearing
- Musique : Hans May
- Musique additionnelle et direction musicale : Louis Levy
- Production : Edward Black
- Société de production : Gainsborough Pictures
- Société de distribution : Gaumont British
- Pays d'origine :  Royaume-Uni
- Langue originale : anglais
- Format : Noir et blanc — 35 mm — 1,37:1 — son mono
- Genre : film de guerre
- Durée : 108 minutes (à sa sortie), 80 minutes
- Dates de sortie : Royaume-Uni : 24 août 1942

## Distribution
- Eric Portman : André Delange
- Phyllis Calvert : Julie Lanvin
- Griffith Jones : Père de Gruyte
- Raymond Lovell (en) : von Koerner
- Peter Glenville : Charles Neels
- Frederick Culley : Victor Lanvin
- Irene Handl : Frau von Koerner
- Carl Jaffe : Kohlmeier
- Felix Aylmer : Colonel von Hohenstein
- Eliot Makeham : Abbé De Moor
- Walter Hudd (en) : van Heemskirk
- Stuart Lindsell : Officier chargé des relations avec la presse
- J.H. Roberts : Père Corot
- John Slater : Théophile
- Peter Godfrey : Lou
- Arthur Goullet : Gaston
- Ben Williams : Arthur Backer
- Aubrey Mallalieu : Louis Backer
- Kathleen Boutall
- Phyllis Monkman